# Feng Yalan
Feng Yalan (chinesisch 份砸烂 / 峰砸烂; Pinyin Féng Yǎlán; * 25. Januar 1990 in Wuhan) ist eine chinesische Tischtennisspielerin.

## Werdegang
Feng Yalan startete im Alter von vier Jahren mit dem Tischtennisspielen. 2003 wurde sie in das Jugend-Nationalteam geholt. Drei Jahre nach der Aufnahme nahm sie an den Jugend-Weltmeisterschaften teil, wo sie zwei Goldmedaillen gewinnen konnte.
Im Jahr 2008 wurde sie in das chinesische Nationalteam aufgenommen.
2011 durfte sie deswegen an der Weltmeisterschaft in Rotterdam teilnehmen, wo sie im Doppel mit Guo Yue ins Viertelfinale kam. Wegen starker chinesischer Konkurrenz (Ding Ning, Liu Shiwen, Li Xiaoxia, Guo Yue) konnte sie hauptsächlich im Doppel und Mixed starten.
2017 konnte sie im Mixed mit Jonathan Groth an der Weltmeisterschaft in Düsseldorf teilnehmen, wo sie das Achtelfinale erreichten.

## Turnierergebnisse
| Verband | Veranstaltung             | Jahr | Ort           | Land | Einzel        | Doppel        | Mixed      | Team |
| ------- | ------------------------- | ---- | ------------- | ---- | ------------- | ------------- | ---------- | ---- |
| CHN     | Challenge Series          | 2019 | Minsk         | BLR  | Viertelfinale | Halbfinale    |            |      |
| CHN     | World Tour                | 2019 | Olmütz        | CZE  | Halbfinale    |               |            |      |
| CHN     | World Tour                | 2017 | Magdeburg     | GER  | Halbfinale    |               |            |      |
| CHN     | World Tour                | 2013 | Chengdu       | CHN  | Viertelfinale | Silber        |            |      |
| CHN     | World Tour                | 2013 | Kuwait City   | KUW  | Viertelfinale | Halbfinale    |            |      |
| CHN     | World Tour                | 2012 | Jekaterinburg | RUS  | Gold          | Silber        |            |      |
| CHN     | World Tour                | 2012 | Kuwait City   | KUW  | Gold          | Silber        |            |      |
| CHN     | World Tour                | 2012 | Doha          | QAT  | Viertelfinale | Halbfinale    |            |      |
| CHN     | Pro Tour                  | 2011 | Shenzen       | CHN  | Viertelfinale | Halbfinale    |            |      |
| CHN     | Pro Tour                  | 2011 | Doha          | QAT  | Halbfinale    | Halbfinale    |            |      |
| CHN     | Pro Tour                  | 2010 | Berlin        | GER  | Gold          | letzte 16     |            |      |
| CHN     | Weltmeisterschaft         | 2017 | Düsseldorf    | GER  |               |               | letzte 16  |      |
| CHN     | Weltmeisterschaft         | 2011 | Rotterdam     | NED  |               | Viertelfinale | letzte 16  |      |
| CHN     | Jugend-Weltmeisterschaft  | 2006 | Kairo         | EGY  | Gold          | Silber        | Halbfinale | 1    |
| CHN     | World Team Volkswagen Cup | 2011 | Singapur      | SIN  |               |               |            | 1    |